# Foc amagat
Foc amagat (títol original: Fire Down Below) és una pel·lícula dramàtica d'aventures britànico-estatunidenca de 1957 amb un guió escrit pel novel·lista Irwin Shaw, protagonitzat per Rita Hayworth, Robert Mitchum i Jack Lemmon, i dirigit per Robert Parrish. Basada en la novel·la homònima de 1954 de Max Catto, la pel·lícula va ser realitzada per Warwick Films a Trinitat i Tobago, en Technicolor i CinemaScope, i publicada per Columbia Pictures. Està doblada al català.

## Argument
Després de la Guerra de Corea, els estatunidencs Tony i Felix són propietaris d'un vaixell, el Ruby, que utilitzen per al contraban a petita escala pel Carib, juntament amb un tercer tripulant, en Jimmy Jean. Un dia, el seu contacte, els presenta un empresari que ha estat gaudint de la companyia de la bella, però sense passaport, deessa europea Irena. Ha de tornar a Detroit, però vol fer que ella arribi a una altra illa. Són reticents, però els 1.200 dòlars són molt temptadors.
Durant el viatge, en Tony comença a enamorar-se d'ella. Sabent el tipus de dona que és, Felix fa tot el possible per protegir la seva parella advertint a la Irena que es mantingui allunyada d'en Tony. Tanmateix, en Felix comença a enamorar-se d'ella. Quan ella desembarca, en Tony va amb ella, posant fi a la seva associació amb en Felix.

## Repartiment
- Rita Hayworth com Irena
- Robert Mitchum com Felix Bowers
- Jack Lemmon com Tony
- Herbert Lom com cap del port
- Bonar Colleano com tinent Sellars
- Bernard Lee com Sam Blake
- Edric Connor com Jimmy Jean
- Peter Illing com capità de l'Ulysses
- Anthony Newley com Miguel
- Eric Pohlmann com propietari de l'hotel
- Lionel Murton com l'americà

## Producció
La pel·lícula va ser el retorn de Rita Hayworth al cinema després d'una absència de quatre anys. El productor i copropietari de la productora Warwick Films, Albert R. Broccoli, que després esdevindrà famós com a productor de les primeres 16 pel·lícules de James Bond fetes per Eon, fa un cameo a la pel·lícula com a contrabandista de drogues.

## Estrena
La pel·lícula va tenir una estrena de gala amb l'assistència de la princesa Alexandra de Kent a l' Odeon Marble Arch de Londres el 30 de maig de 1957, i es va estrenar generalment a Gran Bretanya l'endemà.
8 August 1957 (USA) Es va estrenar als EUA dos mesos més tard, el 8 d'agost de 1957.

## Taquilla
La pel·lícula necessitava guanyar 5.500.000 dòlars per arribar a l'equilibri, i l'octubre de 1957 arribaria a un curt de 750.000 dòlars. Aquest fracàs financer va fer que Warwick Films reduís la seva producció.

## Banda sonora
- El tema principal, "Fire Down Below", va ser composta per Lester Lee, amb lletra de Ned Washington, i va ser cantada per Jeri Southern.
- Tots els temes d'harmònica d'aquesta pel·lícula van ser composts i interpretats per Jack Lemmon.
- La banda sonora de la pel·lícula va ser dirigida per Muir Mathieson amb la Sinfonia de Londres .